# Diego Marabelli
Diego Marabelli (Zerbo, Lombardía, 23 de fevereiro de 1914 - Pavía, 13 de julho de 2006) foi um ciclista italiano que foi profissional entre 1936 e 1947. Em seu palmarés destacam três vitórias de etapa ao Giro de Itália.

## Palmarés
- 1935
  - 1º no Piccolo Giro de Lombardia
- 1938
  - Vencedor de uma etapa ao Giro de Itália
  - Vencedor de uma etapa ao Giro dos três mares
- 1939
  - Vencedor de uma etapa ao Giro de Itália
- 1940
  - Vencedor de uma etapa ao Giro de Itália
- 1942
  - 1º na Milão-Modena

### Resultados ao Giro de Itália
- 1938. 11º da classificação geral. Vencedor de uma etapa
- 1939. 15º da classificação geral
- 1940. 15º da classificação geral
- 1946. 15º da classificação geral